# Hermann Muhs

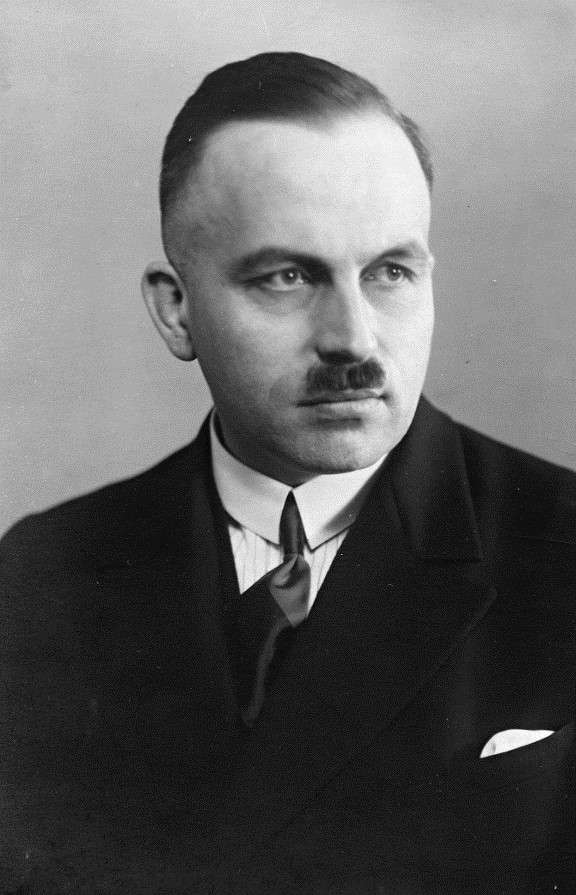
Porträt von Hermann Muhs (aufgenommen 1933)

Hermann Muhs (* 16. Mai 1894 in Barlissen; † 13. April 1962 in Göttingen) war ein deutscher Jurist und Politiker (NSDAP), Staatssekretär und geschäftsführender Reichsminister für die Kirchlichen Angelegenheiten.

## Leben

### Göttingen
Nach der Teilnahme am Ersten Weltkrieg studierte Muhs Rechtswissenschaft und promovierte 1922 über „Das Notverordnungsrecht nach Landstaatsrecht“ an der Universität Göttingen zum Doktor der Rechte. Er erhielt die Zulassung als Rechtsanwalt, eröffnete eine Anwaltskanzlei und war später auch Notar. Zum 1. September 1929 trat er der NSDAP bei (Mitgliedsnummer 152.594). Von 1932 bis 1933 saß er im Preußischen Landtag. 1932 wurde er kurzzeitig Gauleiter der NSDAP. Als Fraktionsvorsitzender der NSDAP im Göttinger Bürgervorsteherkollegium (in dem Muhs seit 1929 war) engagierte sich Muhs noch im Wahlkampf der NSDAP für die Reichstagswahl am 5. März 1933. Die Historikerin Cordula Tollmien urteilte, Muhs sei in dieser Zeit „zweifellos der führende Kopf der Göttinger Nationalsozialisten“ gewesen. Die Tochter des späteren Göttinger Oberbürgermeisters Albert Gnade äußerte zu Muhs: "Muhs spielte hier in Göttingen eine große Rolle. Er war der engste Freund meines Vaters." Muhs startete noch im März 1933 eine Kampagne gegen die Göttinger Stadtverwaltung und organisierte eine NSDAP-Massenkundgebung, an der 8.000 Göttinger teilnahmen.

### Hildesheim
Nach der „Machtergreifung“ der Nationalsozialisten wurde Muhs am 26. März 1933 Regierungspräsident in Hildesheim. Zusätzlich war er im Bund Nationalsozialistischer Deutscher Juristen (BNSDJ) tätig. 1933 war er auch Mitglied im Provinziallandtag der Provinz Hannover. Nach Klaus Arndt war Muhs in seiner Zeit als Regierungspräsident für den Arbeitseinsatz im KZ Moringen verantwortlich.
Doch Muhs wechselte bald nach Berlin. Im Dezember 1936 traf beim Landeskirchenamt die Nachricht ein, dass der Herr Reichsminister Hanns Kerrl „den Regierungspräsidenten Dr. Muhs aus Hildesheim zur ‚Dienstleistung in das Ministerium für kirchliche Angelegenheiten sowie in die Reichsstelle für Raumordnung einberufen und ihn zu seinem Stellvertreter in beiden Geschäftsbereichen‘ bestellt hat.“:76

### Berlin
Am 20. April 1937 wurde Muhs durch Hitler zum Staatssekretär ernannt. Muhs’ Gleichschaltungsbemühungen einerseits und seine theologische Inkompetenz andererseits stießen in Kirchenkreisen immer wieder auf Widerstand. Da Kirchenminister Hanns Kerrl wegen Krankheit öfter ausfiel („Reichskurminister“), trat sein Staatssekretär und „ständiger Vertreter“ häufiger in den Vordergrund.
Nachdem Muhs gegen den Befehl von Himmler, der die Distanz der SS zur Kirche markieren wollte, 1941 in Uniform am Begräbnis des Kölner Kardinals Karl Joseph Schulte teilgenommen hatte, wurde er im Rang eines SS-Oberführers (vergleichbar zwischen Oberst und Generalmajor) aus der SS entlassen (SS-Nummer 54.402). Trotzdem führte Muhs nach dem frühen Tod Kerrls (im Dezember 1941) bis 1945 das Ministerium kommissarisch weiter.

## Muhs’ Bedeutung für die NS-Kirchenpolitik
Nach Klaus Arndt gelang es Muhs "sich als zentraler Amtsträger der nationalsozialistischen Kirchenpolitik zu etablieren und in der Öffentlichkeit darzustellen.":81 Muhs sicherte sich durch den Ausbau der Finanzabteilungen innerhalb des Reichskirchenministeriums "erheblichen Einfluss auf die innerkirchlichen Entscheidungsprozesse":81: "Er widersetzte sich dem kirchlichen Einigungswerk der evangelischen Kirche (...) Er verweigerte Zahlungen an den Lutherrat, er griff in Personalentscheidungen ein und ging gegen Pfarrer der Bekennenden Kirche mit Staatsgewalt vor.":81
Martin Niemöller im Juni 1937 zu seinem Widersacher Hermann Muhs:
"Das deutsche Volk meint, dass es nicht recht sei, wenn über die Predigt der evangelischen Kirche nicht der Herr Christus, sondern Herr Muhs bzw. die Staatspolizei mit rechtlicher Wirkung zu bestimmen hat."

## Muhs’ Rolle in der Raumplanung
Am 20. April 1937 war Muhs durch die Ernennung zum Staatssekretär auch zu Kerrls „ständigem Vertreter“ in der Reichsstelle für Raumordnung (RfR) geworden. In der RfR führte Muhs zudem die „Zentralabteilung“. Durch den frühen Tod von Hanns Kerrl im Dezember 1941 wurde Muhs dann geschäftsführender Leiter der RfR. Muhs war 1942 Mitglied des „Führerrings“ der Gesellschaft für europäische Wirtschaftsplanung und Großraumwirtschaft e. V.

Schon als RfR-Abteilungsleiter meinte Hermann Muhs im Jahr 1938 – wie viele andere Raumordnungsexperten – nicht nur eine „Raumnot“ des Deutschen Reiches zu erkennen, er plädierte auch für einen „totalen Raumplan“, einen „Reichsraumordnungsplan“:113 
„Die Aufgaben, die Muhs und sein bereits 1936 verstorbener Vorgänger Walter Blöcker der Raumplanung zuwiesen, knüpften in zahlreichen Punkten an Grundgedanken der Weimarer Landesplanung an, gleichzeitig verschoben sich vor dem Hintergrund von Vierjahresplan, Autarkiebestrebungen und rassenpolitischen Zielsetzungen teilweise die Schwerpunkte. (…) Die Ballungsgebiete müßten, so Muhs, entlastet, das Volk wieder mit dem Boden verbunden und das Verkehrsnetz ausgebaut werden; des weiteren nannte er die Festlegung von Gartenbauzonen (Schutz vor Bebauung und Stadterweiterung) und den Schutz des Waldbestands als Aufgaben der Raumplanung, aber auch den Schutz der Erbhofgebiete‚ als rassisch wertvollste Blutsträger des Volkes.“:114
Allerdings blieben solche Vorstellungen häufig nur Absichtserklärungen oder wurden für die Zeit nach dem Kriegsende projektiert. Die RfR besaß einen Überblick über zahlreiche Planungsvorhaben, war aber in der polykratischen Struktur des Regimes eine relativ schwache Behörde. Im Jahr 1943 gelang es unter tatkräftiger Mithilfe von Hermann Muhs, die drohende Auflösung der Reichsstelle für Raumordnung zu verhindern.:192-194

Auch wenn für den völlig fachfremden Muhs die Raum- und Landesplanung (nicht weniger als die Kirchenpolitik) wohl ein komplett neues und unbekanntes Arbeitsgebiet darstellte, so zeigte er doch Interesse an Fachliteratur. So notierte der Regionalökonom August Lösch im Dezember 1942 auch eine Begebenheit mit Hermann Muhs in sein Tagebuch. Lösch bezog sich dabei auf seine international renommierte Untersuchung Die räumliche Ordnung der Wirtschaft. Eine Untersuchung über Standort, Wirtschaftsgebiete und internationalem Handel, erschienen in erster Auflage in Jena im Jahr 1940:
„Am 27. November bei Staatssekretär Muhs, dem Leiter der Reichsstelle für Raumordnung. In jeder Hinsicht eine Genugtuung und ein Erfolg. Es habe mein Buch gelesen (und Isenberg versicherte, dem sei so, er habe es abends immer mit heim genommen). Er möchte, daß ich’s nun für die Praxis ausweite, und zwar – nach der isolienden Methode von Thünen! Es komme ihm darauf an, daß die spezifisch wirtschaftlichen (nicht etwa die außerwirtschaftlichen!) Gesichtspunkte herausgearbeitet werden. Ich solle nicht beschreiben, was ist, sondern zeigen, was sein soll. Wie es vernünftig wäre. Ich dankte für sein Interesse …“
Auch in seinem „Vorwort zur zweiten Auflage“ der oben genannten Studie, verfasst im Herbst 1943, ging Lösch auf Muhs und die Mitarbeiter der Reichsstelle ein. Nachdem er den interdisziplinären Nutzen seiner Studie hervorgehoben hatte, verwies er auch auf ihre mögliche Praxistauglichkeit für die Raumplanung:
„Darüber hinaus bedürfte freilich Vieles gerade für die praktische Planungsarbeit der Auswertung. Den Auftrag, diese vorzubereiten, verdanke ich dem freundlichen Interesse des Leiters der Reichsstelle für Raumordnung, Staatssekretär Dr. Muhs. Dabei gedenke ich gerne der Aussprache mit seinen Mitarbeitern Ministerialdirigent Dr. Teubert, 1. Baurat Köster, Dr. Puttkammer, Diplomvolkswirt Wiesener. Vor allem aber bin ich meinem Landsmann Oberregierungsrat Dr. Isenberg, einem Pionier der Raumforschung, dieses mal für vieles verpflichtet.“ 

## Varia
Nach Spurensuche Bremen (Erinnern für die Zukunft e. V.) war Muhs ein Schulkamerad des späteren Bremer Bischofs Heinrich Weidemann.
Hermann Muhs wurde in der Nachkriegszeit wieder als Rechtsanwalt in Göttingen zugelassen.

## Schriften
- Das Notverordnungsrecht nach Landesstaatsrecht, o. O., 1923 (Göttingen, R.- u. staatswiss. Diss., 1923)
- (gemeinsam mit Konrad Meyer): Volk, Staat und Raum, zwei Vorträge gehalten auf der Frühjahrstagung der Reichsarbeitsgemeinschaft für Raumforschung im Mai 1937. Sonderdruck aus der Zeitschrift Raumforschung und Raumordnung. Heidelberg, Berlin: Kurt Vowinckel Verlag 1937
- Die Raumordnung in der nationalsozialistischen Staatspolitik. In: Raumforschung und Raumordnung 1. Jg. (1937), S. 517–523.
- Die Raumordnung vor neuen Aufgaben. In: Raumforschung und Raumordnung 2. Jg. (1938), S. 473–480.
- Durch Raumplanung zur Raumordnung, ohne Datum, ohne Ort, in: Bundesarchiv R113 /2264[16]